# (2348) Michkovitch
(2348) Michkovitch est un astéroïde de la ceinture principale.

## Description
(2348) Michkovitch est un astéroïde de la ceinture principale. Il fut découvert le 10 janvier 1939 à Belgrade par Milorad B. Protitch. Il présente une orbite caractérisée par un demi-grand axe de 2,40 UA, une excentricité de 0,17 et une inclinaison de 4,7° par rapport à l'écliptique.
Il a été nommé par le découvreur en reconnaissance et à la mémoire de son professeur Vojislav V. Michkovitch (1892-1976), prix Valz 1925, le premier directeur du nouvel observatoire astronomique de Belgrade qui, par ses efforts, a été construit en 1932. Michkovitch est aussi le fondateur de l'Institut d'astronomie de l'Académie serbe des sciences et des arts et est bien connu pour ses travaux sur les planètes mineures, en particulier leurs identifications.

## Compléments